# Nehvízdky
Nehvízdky (dříve také Malé Nehvizdy) je vesnice v okrese Praha-východ, součást obce Nehvizdy. Nachází se 1,5 km na severovýchod od Nehvizd. Je zde evidováno 9 adres. Na severu k ní těsně přiléhá Záluží, část Čelákovic.

## Historie
První písemná zmínka o Nehvízdkách pochází z roku 1421. Během třicetileté války byla ves vypálena a zcela vylidněna.

## Další fotografie

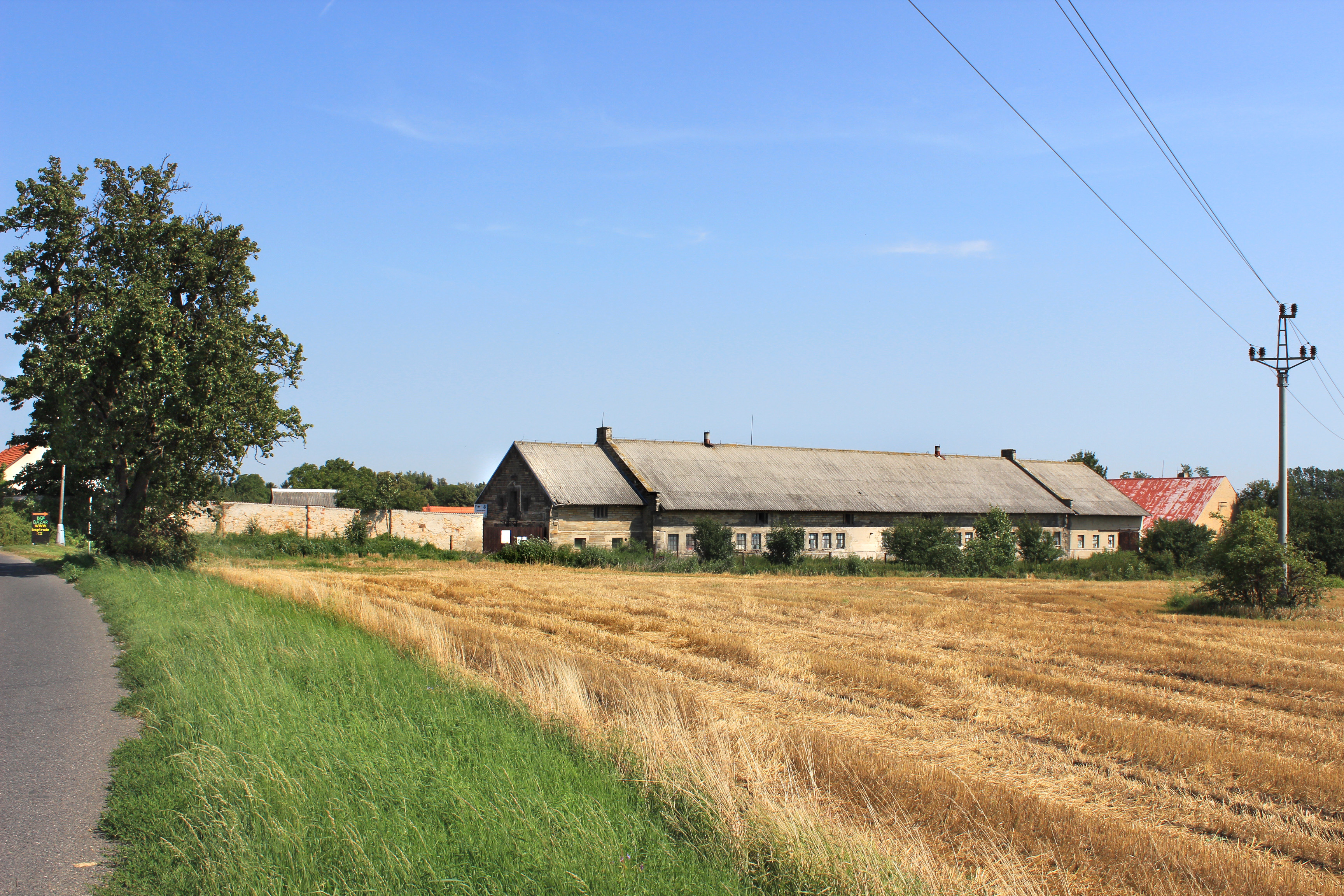
Vesnice od jihu
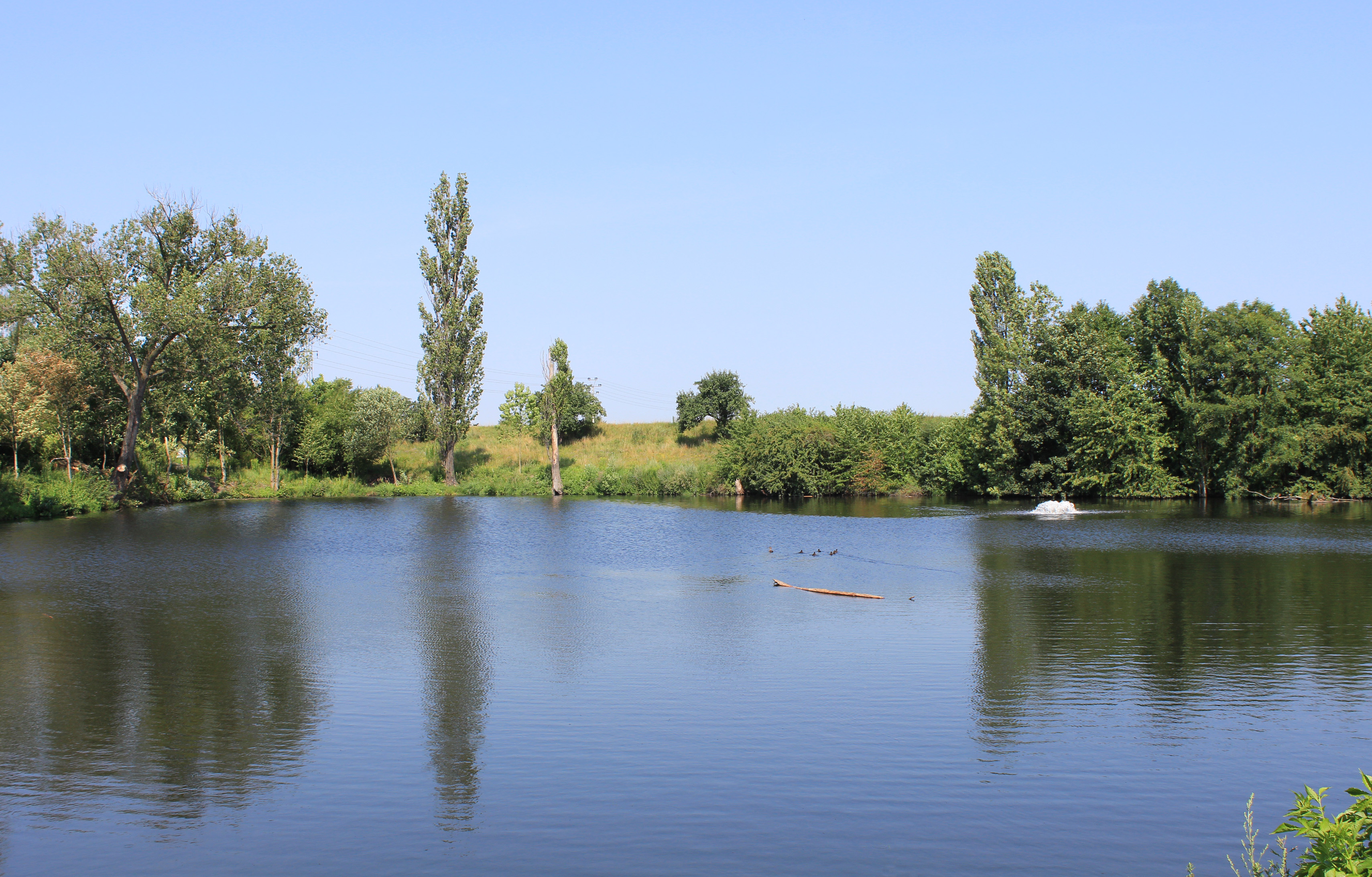
Rybník – dočišťovací nádrž čistírny odpadních vod